# Callipo Sport 2021-2022
Questa voce raccoglie le informazioni riguardanti la Callipo Sport nelle competizioni ufficiali della stagione 2021-2022.

## Stagione
Nella stagione 2021-22 la Callipo Sport assume la denominazione sponsorizzata di Tonno Callipo Calabria Vibo Valentia.
Partecipa per la quindicesima volta alla Superlega chiudendo la regular season di campionato al dodicesimo posto in classifica, posizione che ne determina la retrocessione in Serie A2.

## Organigramma
Area direttiva
- Presidente: Filippo Callipo
- Vicepresidente: Filippo Maria Callipo, Giacinto Callipo
- Team manager: Giuseppe Defina
- Direttore sportivo: Ninni De Nicolo
- Assistente spirituale: Enzo Varone
- Responsabile tecnico: Nicola Agricola
- Segreteria generale: Rosita Mercatante
- Logistica palasport: Isaac Baah, Rosario Pardea

Area tecnica
- Allenatore: Valerio Baldovin
- Allenatore in seconda: Francesco Guarnieri
- Scout man: Antonio Mariano
- Responsabile settore giovanile: Nicola Agricola
- Responsabile video check: Roberto Lanza

Area comunicazione
- Relazioni esterne: Rosita Mercatante

Area marketing
- Responsabile marketing: Filippo Maria Callipo
- Biglietteria: Rosita Mercatante

Area sanitaria
- Medico: Nicola Basilio Arena
- Preparatore atletico: Alberto Castelli
- Fisioterapista: Andrea Caizzi
- Ortopedico: Valerio Mastroianni

## Rosa
| N° | Nome                | Ruolo | Data di nascita   | Nazionalità sportiva |
| -- | ------------------- | ----- | ----------------- | -------------------- |
| 1  | Christian Fromm     | S     | 15 agosto 1990    | Germania             |
| 2  | Yūji Nishida        | O     | 30 gennaio 2000   | Giappone             |
| 3  | Gabriele Condorelli | L     | 21 giugno 2001    | Italia               |
| 4  | Giovanni Gargiulo   | C     | 1º gennaio 1999   | Italia               |
| 5  | Maurício Silva      | S     | 4 febbraio 1989   | Brasile              |
| 7  | Fabio Bisi          | O     | 16 luglio 1994    | Italia               |
| 8  | Davide Saitta       | P     | 23 giugno 1987    | Italia               |
| 9  | Davide Candellaro   | C     | 7 giugno 1989     | Italia               |
| 10 | Luka Bašić          | S     | 29 gennaio 1995   | Francia              |
| 11 | Marco Rizzo         | L     | 2 gennaio 1990    | Italia               |
| 13 | Flávio Gualberto    | C     | 22 aprile 1993    | Brasile              |
| 14 | Douglas de Souza    | S     | 20 agosto 1995    | Brasile              |
| 15 | Pier Paolo Partenio | P     | 6 febbraio 1993   | Italia               |
| 16 | Alberto Nicotra     | S     | 23 settembre 2002 | Italia               |
| 17 | Gabriele Nelli      | O     | 4 dicembre 1993   | Italia               |

## Mercato
| Acquisti | Acquisti            | Acquisti             | Acquisti   |
| R.       | Nome                | da                   | Modalità   |
| -------- | ------------------- | -------------------- | ---------- |
| S        | Luka Bašić          | Powervolley Milano   | definitivo |
| O        | Fabio Bisi          | Atlantide Brescia    | definitivo |
| S        | Maurício Silva      | Funvic               | definitivo |
| C        | Davide Candellaro   | You Energy           | definitivo |
| L        | Gabriele Condorelli | Volley Catania       | definitivo |
| S        | Douglas de Souza    | Funvic               | definitivo |
| S        | Christian Fromm     | Cannes               | definitivo |
| O        | Gabriele Nelli      | Cannes               | definitivo |
| S        | Alberto Nicotra     | Saturnia Acicastello | definitivo |
| O        | Yūji Nishida        | JTEKT Stings         | definitivo |
| P        | Pier Paolo Partenio | Pineto               | definitivo |
| C        | Flávio Gualberto    | Warta Zawiercie      | definitivo |
| L        | Davide Russo        | Rinascita Lagonegro  | definitivo |

| Cessioni | Cessioni              | Cessioni             | Cessioni   |
| R.       | Nome                  | a                    | Modalità   |
| -------- | --------------------- | -------------------- | ---------- |
| S        | Victor Cardoso        | Sesi                 | definitivo |
| C        | Enrico Cester         | You Energy           | definitivo |
| P        | Dante Chakravorti     | Mondovì              | definitivo |
| C        | Barthélémy Chinenyeze | Powervolley Milano   | definitivo |
| S        | Francesco Corrado     | Alessano             | definitivo |
| S        | Torey DeFalco         | AZS Olsztyn          | definitivo |
| O        | Petar Đirlić          | Top Volley Latina    | definitivo |
| O        | Aboubacar Neto        | Tours                | definitivo |
| S        | Andrea Fioretti       | Pineto               | definitivo |
| S        | Thibault Rossard      | You Energy           | definitivo |
| L        | Simone Sardanelli     | Olimpia SBV Galatina | definitivo |

## Risultati

### Superlega

#### Girone di andata
| 1ª giornata - 10 ottobre 2021 PalaMazzola, Taranto                       | Prisma Taranto     | 1 - 3 | Callipo            | 19-25, 17-25, 25-22, 20-25        |
| 2ª giornata - 17 ottobre 2021 PalaMaiata, Vibo Valentia                  | Callipo            | 1 - 3 | Trentino           | 21-25, 16-25, 29-27, 21-25        |
| 3ª giornata - 30 ottobre 2021 PalaPanini, Modena                         | Modena             | 3 - 0 | Callipo            | 25-20, 26-24, 25-22               |
| 4ª giornata - 3 novembre 2021 PalaMaiata, Vibo Valentia                  | Callipo            | 0 - 3 | Powervolley Milano | 20-25, 29-31, 23-25               |
| 5ª giornata - 6 novembre 2021 Palazzetto dello Sport, Cisterna di Latina | Top Volley Latina  | 3 - 1 | Callipo            | 25-23, 27-25, 20-25, 25-20        |
| 6ª giornata - 14 novembre 2021 PalaMaiata, Vibo Valentia                 | Callipo            | 3 - 0 | Porto Robur Costa  | 25-20, 25-22, 25-21               |
| 7ª giornata - 21 novembre 2021 PalaMaiata, Vibo Valentia                 | Callipo            | 0 - 3 | Lube               | 17-25, 19-25, 16-25               |
| 8ª giornata - 24 novembre 2021 PalaOlimpia, Verona                       | Verona             | 3 - 1 | Callipo            | 25-22, 25-22, 26-28, 26-24        |
| 9ª giornata - 27 novembre 2021 PalaMaiata, Vibo Valentia                 | Callipo            | 2 - 3 | Milano             | 25-23, 25-22, 20-25, 18-25, 6-15  |
| 10ª giornata - 5 dicembre 2021 PalaEvangelisti, Perugia                  | Sir Safety Perugia | 3 - 0 | Callipo            | 25-21, 25-22, 25-13               |
| 12ª giornata - 11 dicembre 2021 PalaMaiata, Vibo Valentia                | Callipo            | 3 - 2 | Padova             | 25-22, 25-20, 19-25, 24-26, 15-10 |
| 13ª giornata - 12 gennaio 2022 PalaBanca, Piacenza                       | You Energy         | 3 - 0 | Callipo            | 27-25, 25-22, 25-23               |

#### Girone di ritorno
| 14ª giornata - 9 febbraio 2022 PalaMaiata, Vibo Valentia         | Callipo            | 3 - 1 | Prisma Taranto     | 25-15, 22-25, 25-20, 25-22        |
| 15ª giornata - 2 marzo 2022 PalaTrento, Trento                   | Trentino           | 3 - 0 | Callipo            | 25-17, 25-21, 25-20               |
| 16ª giornata - 6 gennaio 2022 PalaMaiata, Vibo Valentia          | Callipo            | 1 - 3 | Modena             | 22-25, 25-21, 22-25, 22-25        |
| 17ª giornata - 9 gennaio 2022 Palalido, Milano                   | Powervolley Milano | 3 - 0 | Callipo            | 25-18, 25-19, 25-13               |
| 18ª giornata - 16 febbraio 2022 PalaMaiata, Vibo Valentia        | Callipo            | 2 - 3 | Top Volley Latina  | 17-25, 21-25, 25-21, 25-17, 14-16 |
| 19ª giornata - 30 gennaio 2022 PalaDeAndré, Ravenna              | Porto Robur Costa  | 1 - 3 | Callipo            | 21-25, 19-25, 25-23, 22-25        |
| 20ª giornata - 5 febbraio 2022 PalaCivitanova, Civitanova Marche | Lube               | 3 - 0 | Callipo            | 25-17, 25-17, 25-12               |
| 21ª giornata - 13 febbraio 2022 PalaMaiata, Vibo Valentia        | Callipo            | 3 - 0 | Verona             | 26-24, 25-14, 25-23               |
| 22ª giornata - 19 febbraio 2022 Palazzetto dello sport, Monza    | Milano             | 0 - 3 | Callipo            | 23-25, 23-25, 21-25               |
| 23ª giornata - 27 febbraio 2022 PalaMaiata, Vibo Valentia        | Callipo            | 0 - 3 | Sir Safety Perugia | 25-27, 21-25, 23-25               |
| 25ª giornata - 13 marzo 2022 PalaSanLazzaro, Padova              | Padova             | 3 - 1 | Callipo            | 22-25, 25-22, 25-21, 25-22        |
| 26ª giornata - 20 marzo 2022 PalaMaiata, Vibo Valentia           | Callipo            | 0 - 3 | You Energy         | 29-31, 23-25, 20-25               |

## Statistiche

### Statistiche di squadra
| Competizione | Punti | In casa | In casa | In casa | In trasferta | In trasferta | In trasferta | Totale | Totale | Totale |
| Competizione | Punti | G       | V       | P       | G            | V            | P            | G      | V      | P      |
| ------------ | ----- | ------- | ------- | ------- | ------------ | ------------ | ------------ | ------ | ------ | ------ |
| Superlega    | 22    | 12      | 4       | 8       | 12           | 3            | 9            | 24     | 7      | 17     |
| Totale       | -     | 12      | 4       | 8       | 12           | 3            | 9            | 24     | 7      | 17     |

G = partite giocate; V = partite vinte; P = partite perse 

### Statistiche dei giocatori
| Giocatore     | Superlega | Superlega | Superlega | Superlega | Superlega | Totale | Totale | Totale | Totale | Totale |
| Giocatore     | P         | PT        | AV        | MV        | BV        | P      | PT     | AV     | MV     | BV     |
| ------------- | --------- | --------- | --------- | --------- | --------- | ------ | ------ | ------ | ------ | ------ |
| L. Bašić      | 22        | 119       | 110       | 6         | 3         | 22     | 119    | 110    | 6      | 3      |
| F. Bisi       | 6         | 11        | 9         | 1         | 1         | 6      | 11     | 9      | 1      | 1      |
| D. Candellaro | 24        | 89        | 54        | 30        | 5         | 24     | 89     | 54     | 30     | 5      |
| G. Condorelli | 0         | 0         | 0         | 0         | 0         | 0      | 0      | 0      | 0      | 0      |
| D. de Souza   | 10        | 119       | 110       | 5         | 4         | 10     | 119    | 110    | 5      | 4      |
| C. Fromm      | 13        | 113       | 90        | 16        | 7         | 13     | 113    | 90     | 16     | 7      |
| G. Gargiulo   | 19        | 52        | 40        | 10        | 2         | 19     | 52     | 40     | 10     | 2      |
| F. Gualberto  | 24        | 239       | 173       | 58        | 8         | 24     | 239    | 173    | 58     | 8      |
| G. Nelli      | 12        | 36        | 33        | 1         | 2         | 12     | 36     | 33     | 1      | 2      |
| A. Nicotra    | 16        | 9         | 6         | 0         | 3         | 16     | 9      | 6      | 0      | 3      |
| Y. Nishida    | 18        | 306       | 251       | 12        | 43        | 18     | 306    | 251    | 12     | 43     |
| P. Partenio   | 13        | 1         | 1         | 0         | 0         | 13     | 1      | 1      | 0      | 0      |
| M. Rizzo      | 24        | 0         | 0         | 0         | 0         | 24     | 0      | 0      | 0      | 0      |
| D. Saitta     | 24        | 36        | 10        | 21        | 5         | 24     | 36     | 10     | 21     | 5      |
| M. Silva      | 24        | 209       | 180       | 13        | 16        | 24     | 209    | 180    | 13     | 16     |

P = presenze; PT = punti totali; AV = attacchi vincenti; MV = muri vincenti; BV = battute vincenti